# Knut Almlöf
Carl Anders Knut Almlöf, född 9 februari 1829 i Stockholm, död 3 januari 1899 på Almnäs vid Gripsholm, var en svensk skådespelare, gift 1857 med Betty Deland och morfar till Charlie Almlöf. Almlöf var en av de mest uppskattade skådespelarna i Sverige under 1800-talet.

## Biografi och karriär
Han var son till skådespelarna Nils Almlöf och Catharina Cederberg, svägerska till Isaac de Broen. Modern dog 1838, när han var nio år gammal, och fadern gifte året efter om sig med sin elev, skådespelaren Charlotta Almlöf, som uppmuntrade Knut i hans intresse för skådespelarkonsten. Fadern ville dock att han skulle bli präst, och skickade honom därför att studera teologi vid Uppsala universitet. Han blev student 1848, och arbetade sedan som informator och prästvikarie innan han lyckades övertyga fadern om sitt eget yrkesval. Almlöf fick anställning i Pierre Joseph Delands sällskap 1851, där han arbetade i tio år innan han tillsammans med sin hustru Betty Almlöf fick anställning först på Mindre teatern och 1863 på Dramaten.
Han hade en naturlig spelstil, gjorde stora publiksuccéer i komiska roller som blev klassiker och betraktades som ett geni i teatervärlden. Åren 1874–1877 var han lärare på Dramatens elevskola. Då hans fru avled 1882 avslutade han sin anställning, men fortsatte som gästskådespelare fram till 1897. År 1891 utnämndes han till hovintendent.
Knut Almlöf skrev ett av de allra första studentspexen, Trollflaskan - en parodi på operan Trollflöjten, som uruppfördes på Stockholms nation i Uppsala 1851.
Han är begravd på Norra begravningsplatsen utanför Stockholm.

## Bilder

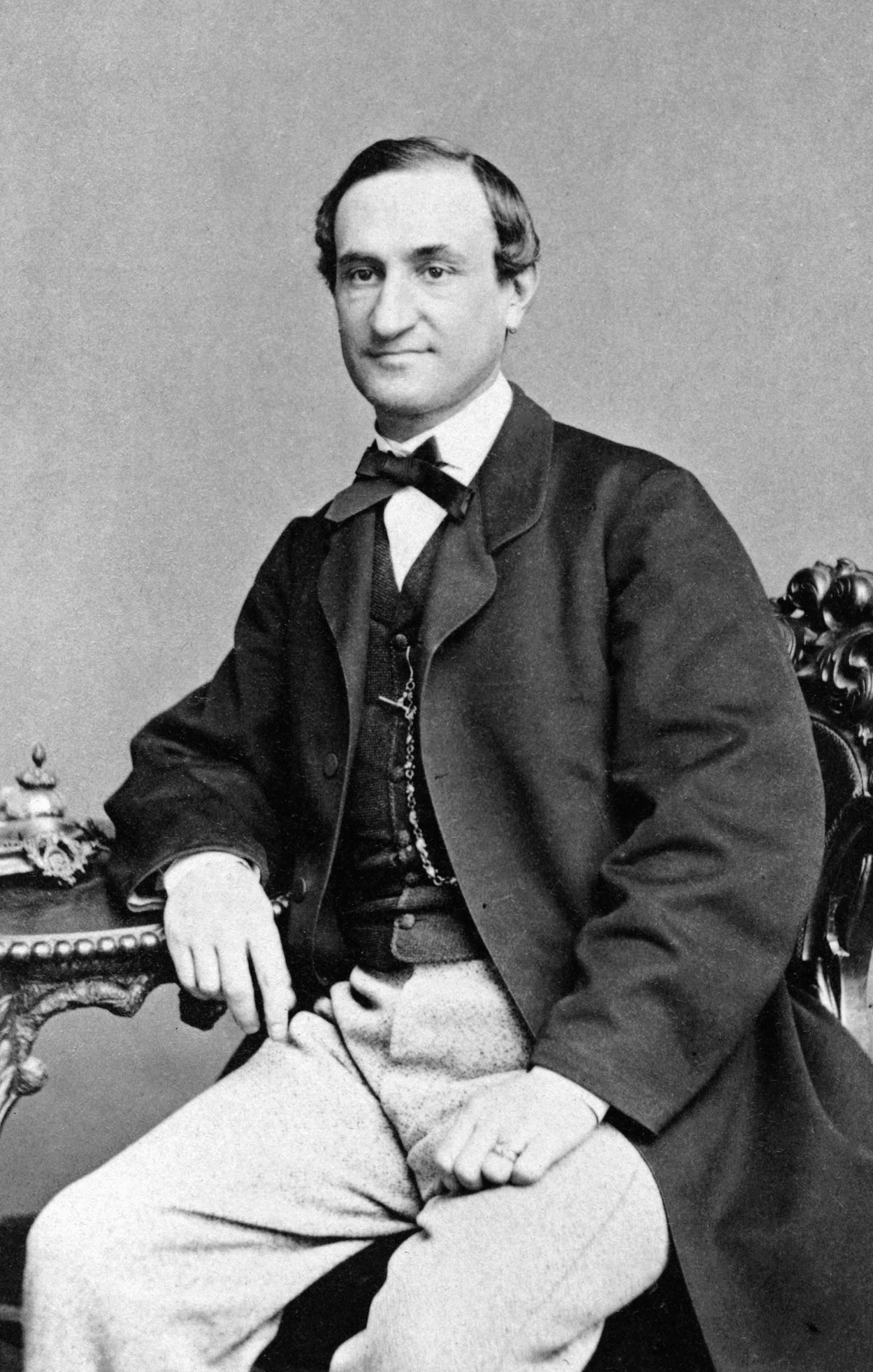
Porträttfoto. 1865.
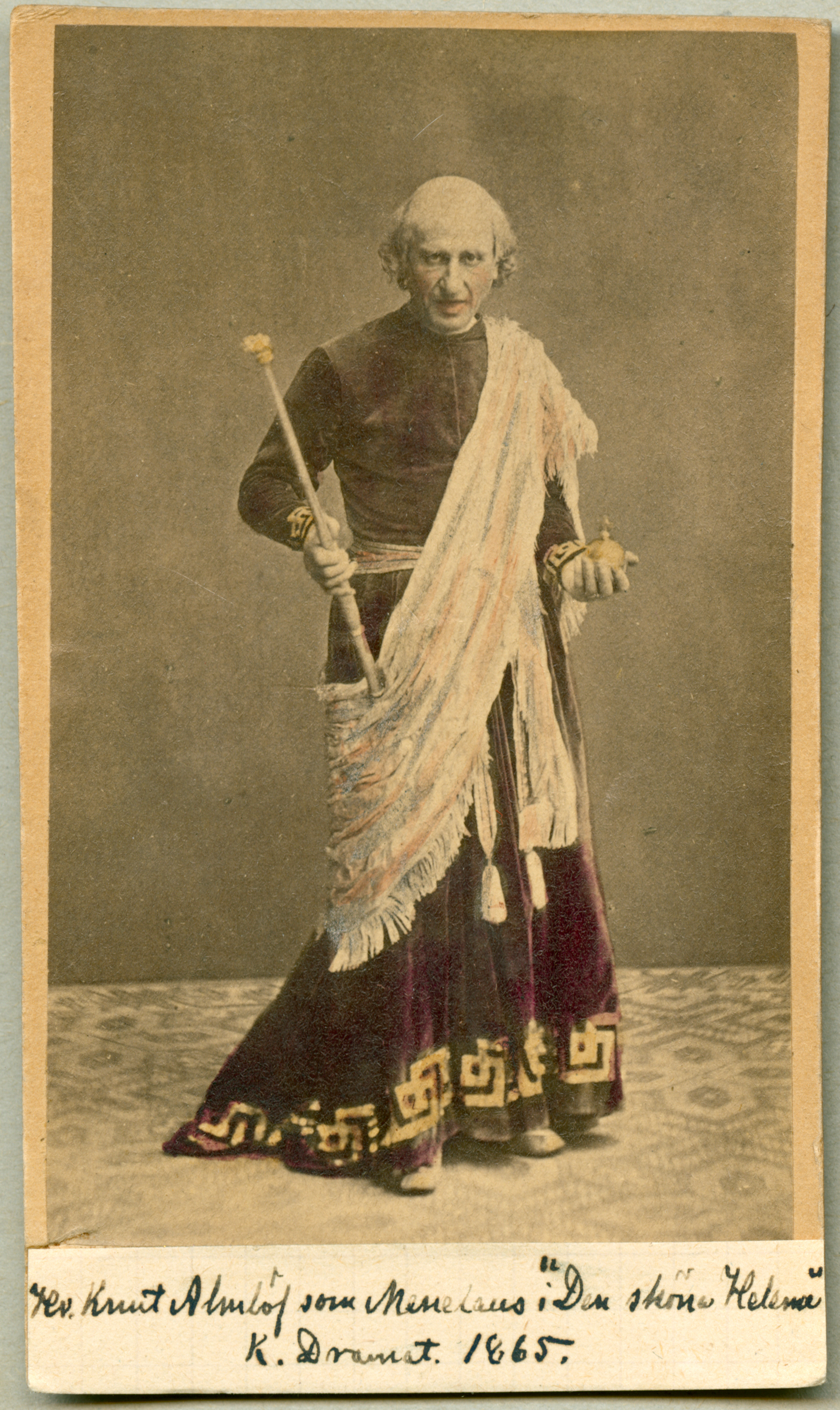
Som Menelaus i Den sköna Helena, Dramaten 1865.
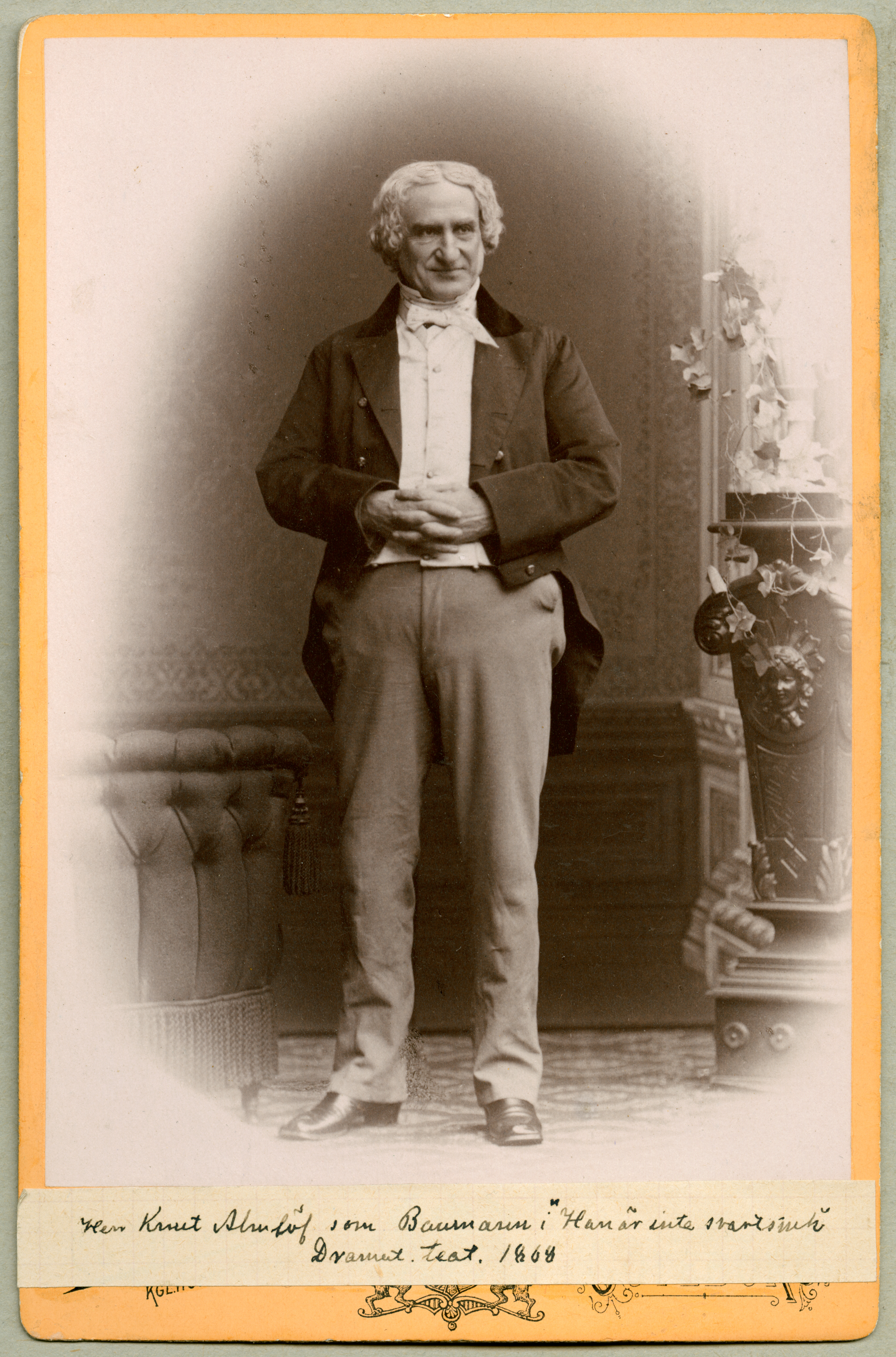
Som Baumann i Han är inte svartsjuk, Dramaten 1868.
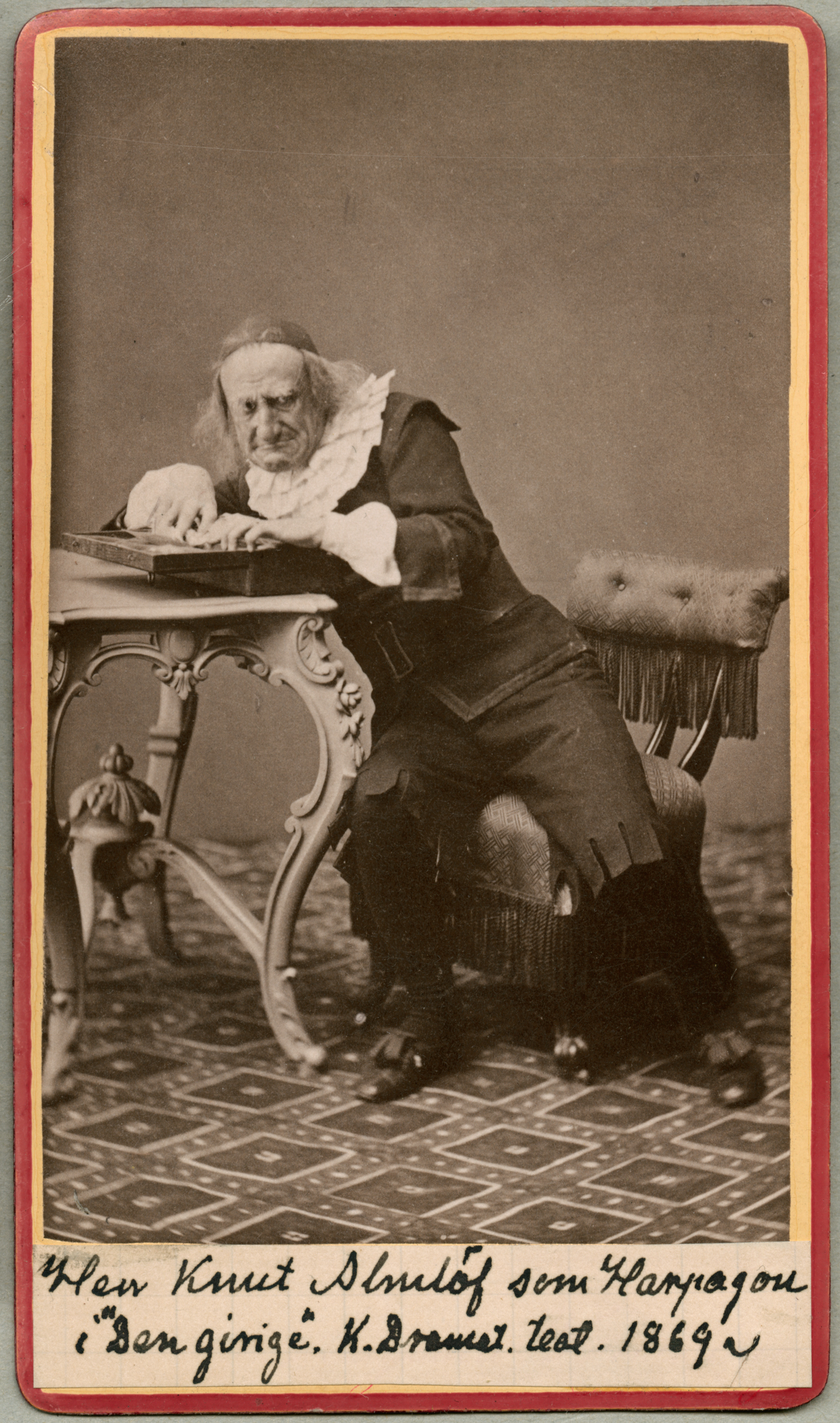
Som Harpagon i Den girige, Dramaten 1869.
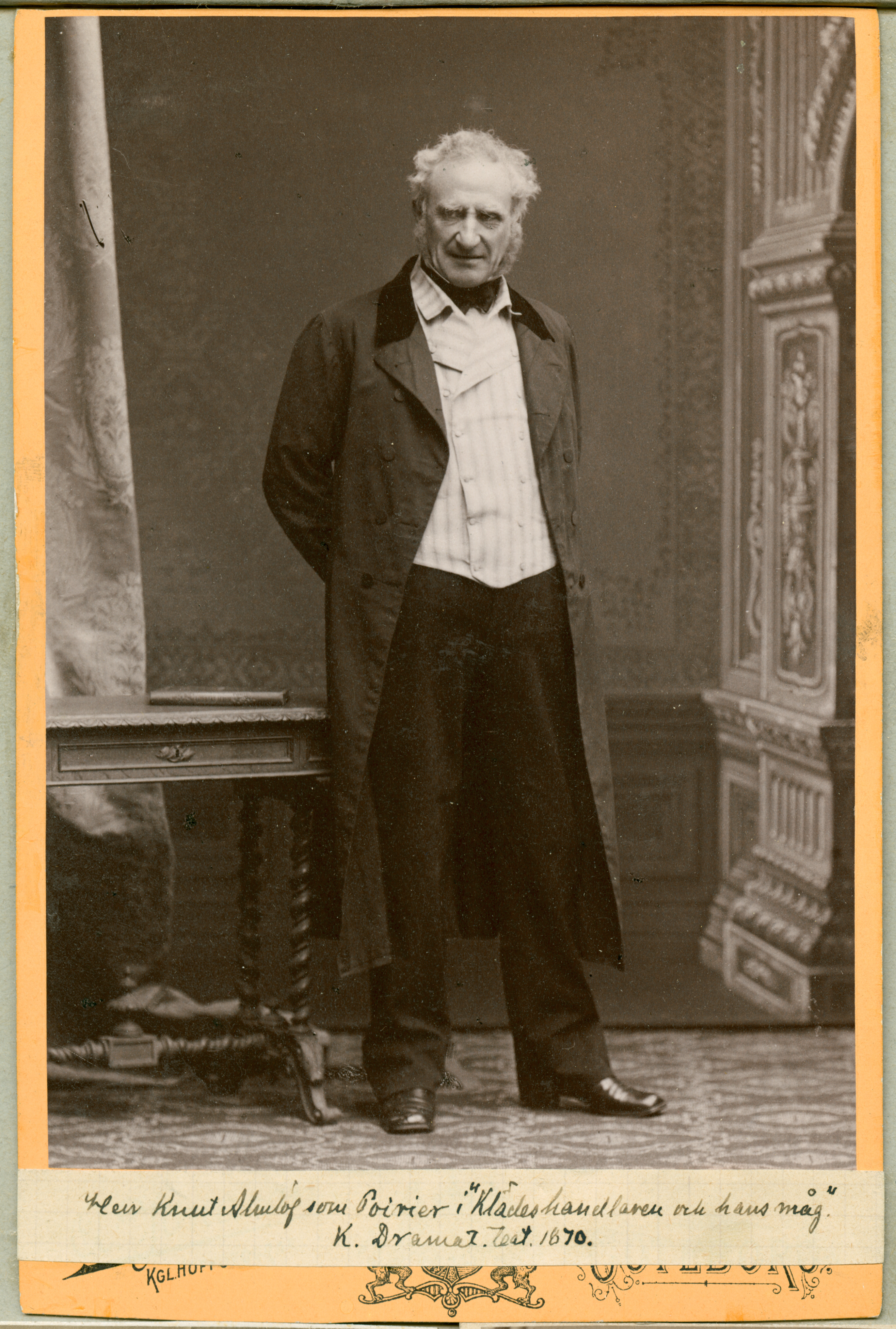
Som Poirier i Klädeshandlaren och hans måg, Dramaten 1870.

## Teater

### Roller (ej komplett)
| År   | Roll                      | Produktion                                                           | Regi | Teater                      |
| ---- | ------------------------- | -------------------------------------------------------------------- | ---- | --------------------------- |
| 1852 | Kommerserådet Seybold     | Överallt politik                                                     |      | Djurgårdsteatern            |
| 1852 | Edward Gibbon             | Numro 7! Karl August Görner                                          |      | Djurgårdsteatern            |
| 1863 | Scapin, Leanders betjent  | Scapins skälmstycken Molière                                         |      | Kungliga Dramatiska Teatern |
| 1865 | Menelaus                  | Sköna Helena Jacques Offenbach, Henri Meilhac och Ludovic Halévy     |      | Kungliga Operan             |
| 1868 | Baumann, Cecilias onkel   | Han är inte svartsjuk Alexander Elz                                  |      | Kungliga Dramatiska Teatern |
| 1871 | Översten                  | Carinas ljus Edvard Bäckström                                        |      | Kungliga Dramatiska Teatern |
| 1871 | Wang, kyrkoherde          | De skenhelige J. Wibe                                                |      | Kungliga Dramatiska Teatern |
| 1875 | Hovrättsråd Kant          | Dagsländorna Frans Hedberg                                           |      | Kungliga Dramatiska Teatern |
| 1875 | Sir George Bell, baronet  | Diana Théodore Barrière                                              |      | Kungliga Dramatiska Teatern |
| 1876 | Alphonse de Sainte-Agathe | Lejon och rävar Émile Augier                                         |      | Kungliga Dramatiska Teatern |
| 1876 | Greve Sternborg           | Wanda Isidor Lundström                                               |      | Kungliga Dramatiska Teatern |
| 1876 | Klädeshandlaren           | Klädeshandlaren och hans måg Émile Augier och Jules Sandeau          |      | Kungliga Dramatiska Teatern |
| 1876 | Gaspard                   | Debutanten och hennes far Jean-François Bayard och Emmanuel Théaulon |      | Kungliga Dramatiska Teatern |
| 1876 | Chameroy                  | Gräshoppan hos myrorna Ernest Legouvé och Eugène Labiche             |      | Kungliga Dramatiska Teatern |
| 1876 | Erik Brunner              | Svart i röd Oscar Wijkander                                          |      | Kungliga Dramatiska Teatern |